# Netsuke
Netsuke (jap. 根付) – miniaturowe rzeźby używane w Japonii od około XV wieku, umieszczane na końcu sznura, na którym mocowano do pasa kimona woreczek, służący do noszenia drobnych przedmiotów lub inrō (ozdobny pojemnik na leki lub osobistą pieczęć).

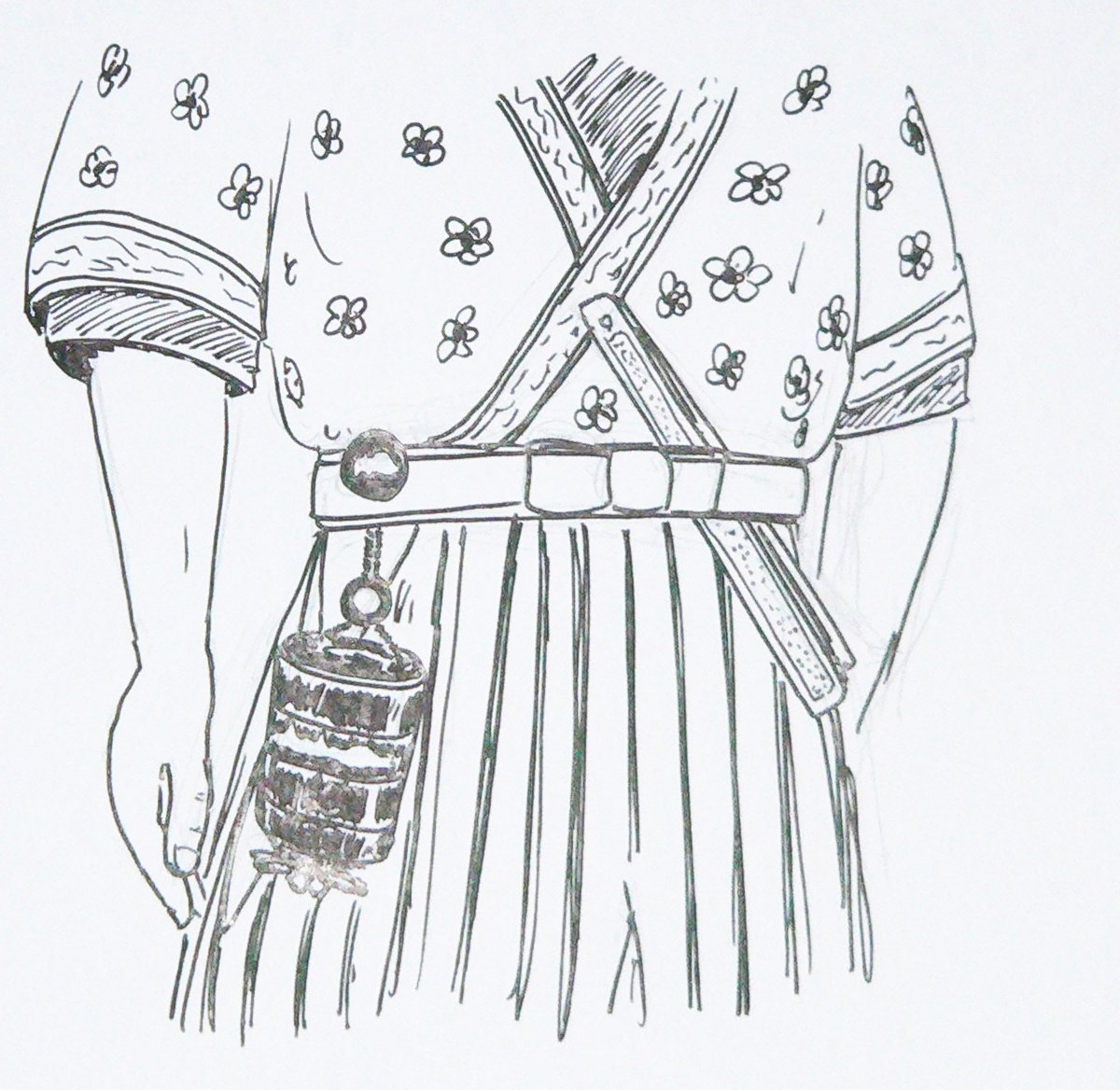
Netsuke przy pasie kimona

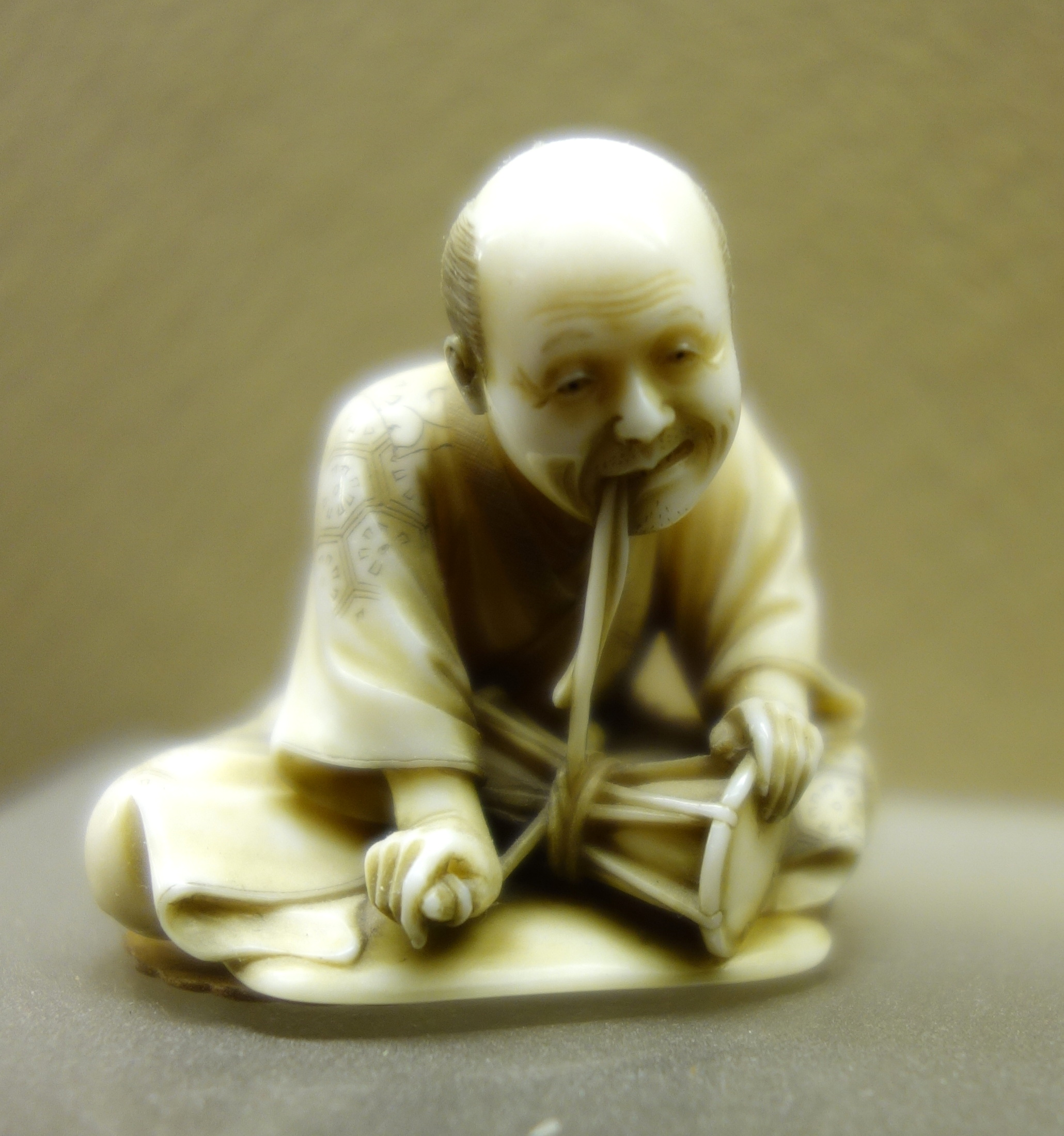
Netsuke

Tradycyjny japoński strój nie posiadał kieszeni. Drobne przedmioty osobiste kobiety chowały w rękawach, mężczyźni przewieszali na sznurze u pasa (obi), którym przewiązywali kimono. Były one chowane w woreczkach lub ozdobnych puzderkach nazywanych inrō.
Netsuke były wyrabiane z różnych materiałów: drewna, kości słoniowej, bursztynu, koralu, ceramiki, kute w metalu. W czasie największego rozkwitu miniaturowe rzeźby wytwarzano głównie z materiałów lekkich, poza kością słoniową często wykorzystywano rogi i kości zwierząt, drewno, łupiny orzechów, koral, szylkret, lakę.
Istnieje kilka rodzajów netsuke:
- katabori (najbardziej popularne) – przedstawienia ludzi i zwierząt, trójwymiarowa rzeźba;
- manjū – przypominające guziki lub owalne, spłaszczone ciasteczko o tej samej nazwie;
- sashi – podłużne;
- kagamibuta – w kształcie płaskiego pojemniczka zamkniętego metalową płytką[3].

## Rys historyczny
W XVII wieku zaczęto wytwarzać je na dużą skalę, początkowo proste, w formie breloka.
W XVIII wieku w Japonii zaznaczył się wpływ sztuki chińskiej widoczny zarówno w rodzaju materiałów, jak i doborze tematów. Zaczęto stosować kość słoniową, rzeźbiono figurki taoistyczne, buddyjskie, chińskich i holenderskich kupców. Netsuke z tego okresu były dość duże (ok. 15 cm.).

Największy rozkwit netsuke nastąpił w XIX wieku. Rozmiary miniaturowych rzeźb uległy zmniejszeniu do kilku centymetrów, chińskie tematy ustąpiły miejsca tematyce typowo japońskiej. Zaczęły powstawać rzeźby przedstawiające rzemieślników, kupców, scenki rodzajowe, wiele postaci pochodziło z legend, mitów, także historii. Popularne były miniaturki zwierząt, głównie: ryby, gady, płazy, owady, ptaki, rośliny, owoce, grzyby itp. Tematami wykorzystywanymi w rzeźbach były także znaki zodiaku oraz odtwarzano maski teatralne w miniaturowej formie.
Netsuke stały się bardziej humorystyczne, satyryczne.
Rzeźbiarze netsuke pracowali w różnych miastach: Kioto, Edo (Tokio), Osaka, Nagoja.
 Początkowo byli to amatorzy, wyroby rzadko były podpisywane, co wynikało również z tradycji anonimowości w japońskiej sztuce i rzemiośle. W połowie okresu Edo zaczęło się to zmieniać. W XIX wieku wyspecjalizowani artyści sygnowali swoje rzeźby.

W drugiej połowie XIX wieku zapotrzebowanie na netsuke w Japonii było dużo mniejsze za względu na upowszechniający się strój europejski. Pojawiła się natomiast moda na netsuke wśród cudzoziemców. Stały się przedmiotami artystycznymi kupowanymi dla celów dekoracyjnych i kolekcjonerskich.